# Evolución del género Ginkgo

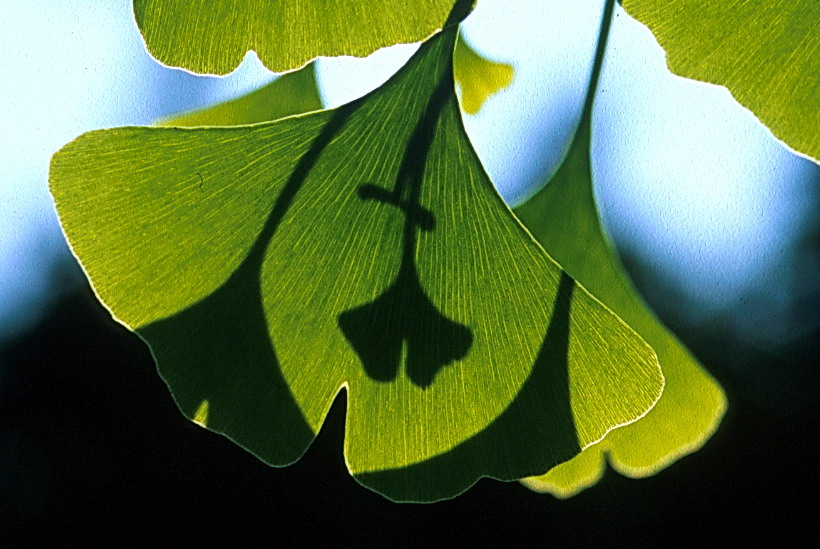
Hojas de Ginkgo biloba.

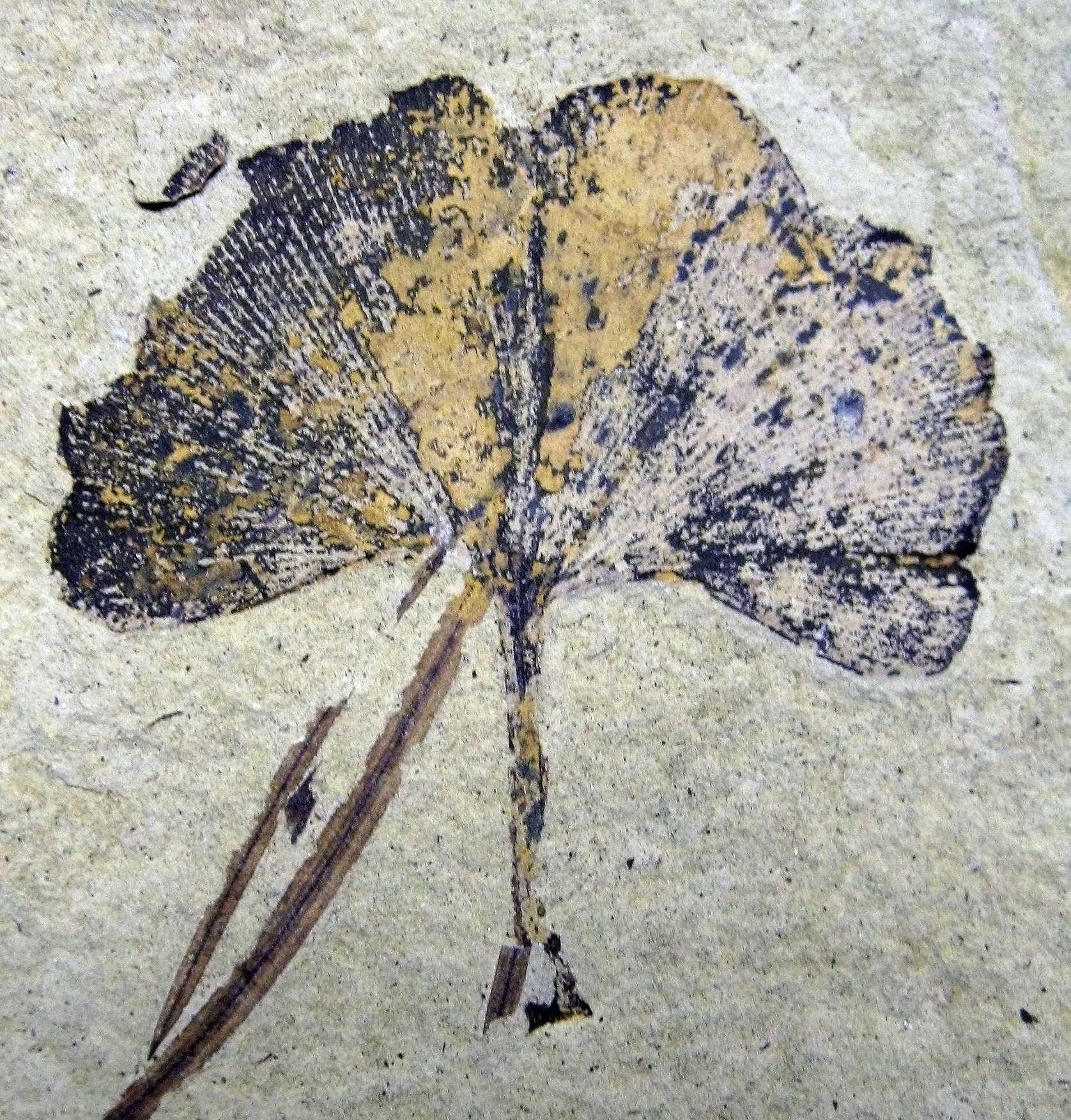
Hojas fósiles de Ginkgo biloba del Eoceno.

La evolución del género Ginkgo desde sus formas basales del periodo Pérmico hasta la actualidad es un proceso poco conocido debido a la parcialidad del registro fósil de este género. Son varios los vegetales fósiles conocidos del Pérmico que presentan características que aventuran una posible filiación con el orden Ginkgoales. Aunque ninguno de ellos puede ser relacionado inequívocamente con el clado el grupo debió surgir a finales de dicho periodo ya que a principios del Triásico ya aparecen formas estrechamente relacionadas con Ginkgo. A lo largo del Triásico el género Ginkgoites va adquiriendo las características anatómicas y morfológicas de Ginkgo de modo que la dirección general de la evolución del grupo parece apuntar a una reducción en el número de óvulos por estructura reproductiva y un aumento del tamaño de estos al tiempo que el tamaño de los pedicelos que los unen al tallo se reducen hasta encontrarse en posición sésil. La gran diversificación del género Ginkgo tiene lugar a mediados del periodo Jurásico y se extiende hasta mediados del Cretácico. De estos periodos se conocen varias decenas de especies, no todas bien identificadas, en ambos hemisferios. Desde mediados del Cretácico el grupo comienza a declinar de modo que es cada vez más escaso en el registro fósil para llegar al Paleoceno con apenas media decena de especies. Hasta el Mioceno al menos una especie, Ginkgo adiantoides, parece ser localmente abundante y ocupa gran parte del hemisferio boreal. Las poblaciones de Ginkgo adiantoides, que se considera antecesor directo de Ginkgo biloba, desaparecen finalmente de sus últimos ecosistemas europeos en el Plioceno y, salvo una cita de hojas de tipo Ginkgo del Pleistoceno de Japón, el género desaparece totalmente del registro fósil. A pesar de considerarse una especie extinta, en el año 1691 el botánico Engelbert Kaempfer pudo conocer ejemplares vivos de la especie Ginkgo biloba en Japón. Esta especie había mantenido poblaciones relictas en China y desde el primer milenio había sido considerado un árbol sagrado para el budismo. Gracias a esto la especie fue llevada a varios territorios de Asia oriental y se establecieron poblaciones estables en algunas regiones aisladas.

## El registro fósil deGinkgo

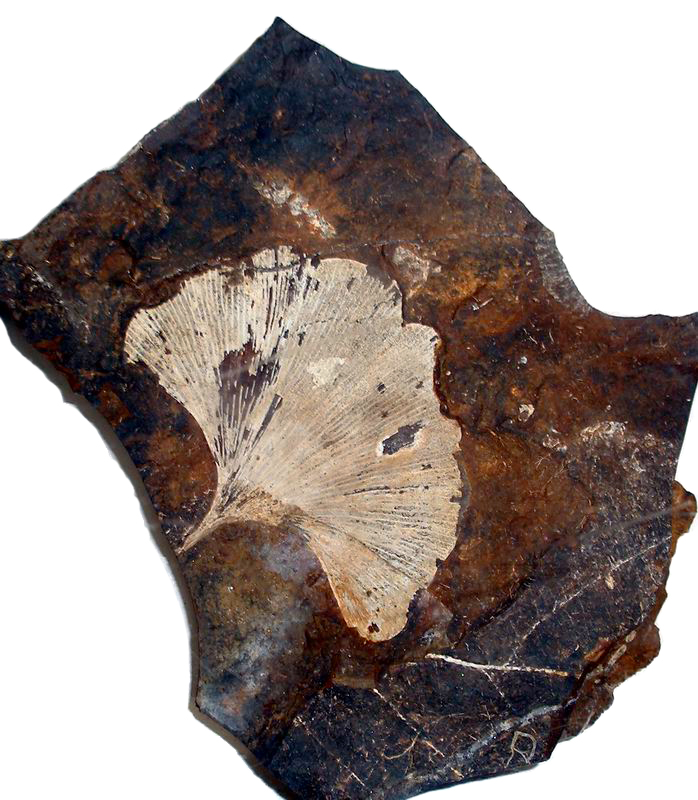
Hoja fósil de Ginkgo sp. del Paleoceno.

La mayor parte del registro paleontológico de especies relacionadas con el género Ginkgo se corresponde a hojas y ovarios. Esto es debido en parte a que estos vegetales producen estas estructuras de forma muy abundante, al ser árboles caducos con una profusa fructificación. El hecho de que las hojas hayan tenido una morfología tan constante durante toda la evolución del grupo, manteniendo forma del limbo y organización de las nervaduras, permite que su identificación sea muy clara. El registro fósil de polen de Ginkgo es poco habitual, sobre todo teniendo en cuenta la cantidad de especies conocidas y su amplia distribución espacial y temporal. Este sesgo puede ser debido a que el polen de las Ginkgoáceas es difícilmente distinguible del de las Cicadáceas contemporáneas y muchos de los registros han podido ser confundidos.
El registro de madera por su parte es tan escaso como el de polen. Varios ejemplos tempranos de tallos con una fuerte asociación con Ginkgo han sido descritos en el Pérmico de Hungría bajo el nombre Baieroxylon pero existen dudas acerca de su afinidad y muchos autores lo relacionan más con Cladoxylon. Otra especie llamada Ginkgoxylon, también de Hungría pero perteneciente al periodo Terciario, ha sido asociada a hojas de Ginkgo adiantoides. La falta de fósiles de madera, tanto de troncos como de ramificaciones, puede ser explicada parcialmente por las propias características anatómicas de este género. La madera de Ginkgo, tal como se ha comprobado en la especie viva, es muy fácilmente degradable en condiciones anaerobias. Al contrario de lo que ocurre en coníferas en Ginkgo la celulosa es rápidamente degradada y las paredes celulares colapsan con facilidad antes de que la madera pueda llegar a fosilizar. A pesar de ello son varias las especies descritas a partir de maderas fosilizadas, como Ginkgo beckii de Mioceno del estado de Washington o Ginkgo bonesii del Eoceno de Oregón.

## Los orígenes pérmicos del género
Son varios los restos fósiles del periodo Pérmico que se han relacionado con formas basales correspondientes a Ginkgoales. Varias de ellas presentan características que vagamente recuerdan a la nerviación paralela y forma general de la hoja presente en Ginkgo. Serían las correspondientes a los géneros Salisburia y Cyclopteris que comparten también características con otras gimnospermas. Es posible que ambos géneros estén relacionados entre sí y de hecho algunos autores indican que probablemente ambos organismos pertenezcan a un clado independiente de posición taxonómica poco clara junto a Psygmophyllum. Otros géneros relacionados son Gynkgophyllum, Psygmophyllum y Rhipidopsis aunque la afinidad en estos casos es aún más vaga y tiende a incluirse a estos dentro del clado Palaeophyllales.
Aparte de esos géneros otros vegetales pérmicos parecen guardar una más estrecha relación con Ginkgoales, especialmente porque se les conocen más caracteres morfológicos y anatómicos. La especie Trichopitys heteromorpha del Pérmico inferior de Francia es el principal de ellos. Los fósiles de este vegetal muestran unos delgados ejes con hojas insertadas helicoidalmente y con cortos ejes portadores de ovarios, con entre cuatro y seis óvulos, en la axila foliar. La principal diferencia con Ginkgoales es que en estos los ovarios son sésiles, no están unidos a ningún eje. Algunas hipótesis apuntan a la posibilidad de que los órganos reproductivos de Ginkgoales hubieran evolucionado a partir de ovarios pedicelados como los presentes en Trichopitys al tiempo que se reducía el número de óvulos por ovario a tan solo uno o dos. Esta hipótesis es sustentada por el hecho de que algunos ejemplares fósiles del género Ginkgo e incluso algunos especímenes anormalmente desarrollados de Ginkgo biloba presentan sus ovarios en cortas ramificaciones similares a las de Trichopitys. Otras hipótesis sin embargo, consideran que los ovarios pedicelados y multiovulados de Trichopitys heteromorpha pueden haber sido el origen del estróbilo de las coníferas debido a que no se han encontrado formas de transición entre estos ovarios pedicelados y los sésiles de Ginkgoales y sí varias formas intermedias de estróbilos. Aunque no es posible aún establecer con certeza los ancestros directos del orden Gikgoales se admite que el grupo efectivamente surgió a finales del periodo Pérmico.

## Evolución de la anatomía deGinkgodurante el Triásico

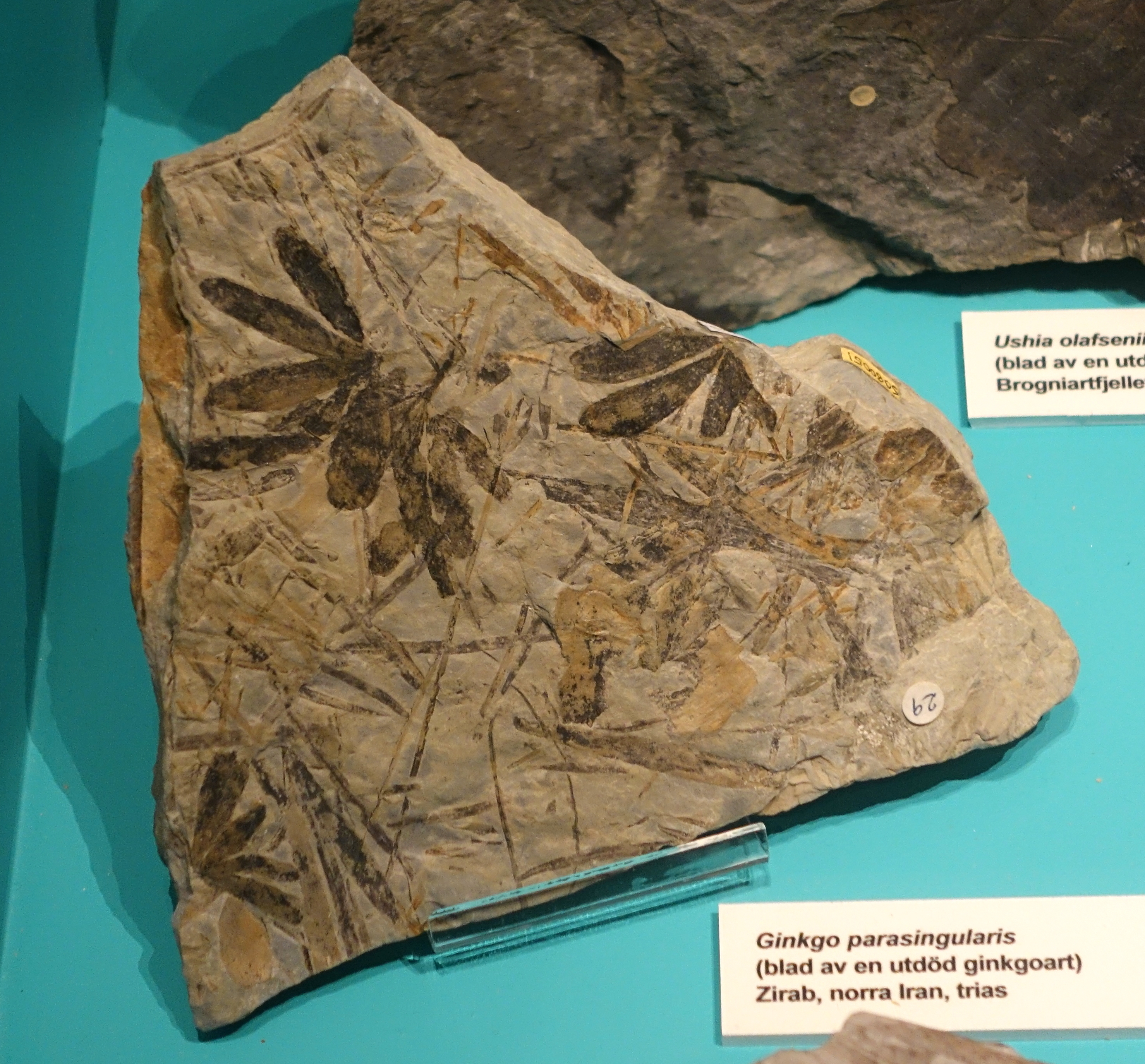
Ginkgo parasingularis del Triásico de Zirab, Irán.

A principios del Triásico los registros fósiles de hojas de tipo Ginkgo se hacen más frecuentes. Es en este periodo en el que el grupo comienza una lenta diversificación que culminaría en el periodo siguiente. A partir de estos fósiles de hojas se ha definido el género Ginkoites que se considera un género basal del posterior género Ginkgo. Los restos conocidos aparecen más abundantemente en yacimientos del hemisferio norte, Groenlandia , norte de China, Asia central y norte de Europa.
Varios de los especímenes conocidos presentan ya algunas de las características más importantes del grupo y su morfología es en algunos casos indistinguible de las de las formas más tardías. El desarrollo embrionario de las Ginkgoales durante este periodo es conocido a partir de un espécimen de una especie no determinada conservado excepcionalmente en areniscas de la formación Voltzia de Francia. Estos fósiles muestran semillas germinadas con embriones emergiendo de ellas, algunos con su radícula y cotiledones bien expandidos. Por su morfología guarda estrechas similitudes con el desarrollo del embrión de Ginkgo aunque por la forma de los cotiledones podría pertenecer al género Baiera, un pariente cercano.
En cuanto a la morfología, Ginkgoites obovata del periodo Rhaetiense presenta una lámina ovoide con el margen ligeramente hendido y la nerviación paralela. En su cutícula se aprecian además estructuras que han sido interpretadas como células secretoras similares a las que aparecen hoy en Ginkgo. Del mismo tiempo y lugar es Ginkgoites geinitzi con una lámina subtriangular profundamente dividida en cuatro lóbulos. De finales de Rhaetiense a principios del Toarciense se conoce Ginkgoites (Salisburia) antarctica en yacimientos de Australia que presenta ya una hoja muy similar a la de la especie Ginkgo biloba, aunque más pequeña, y con las dos venas marginales características del género.

## La gran diversificación deGinkgoen el Jurásico y Cretácico

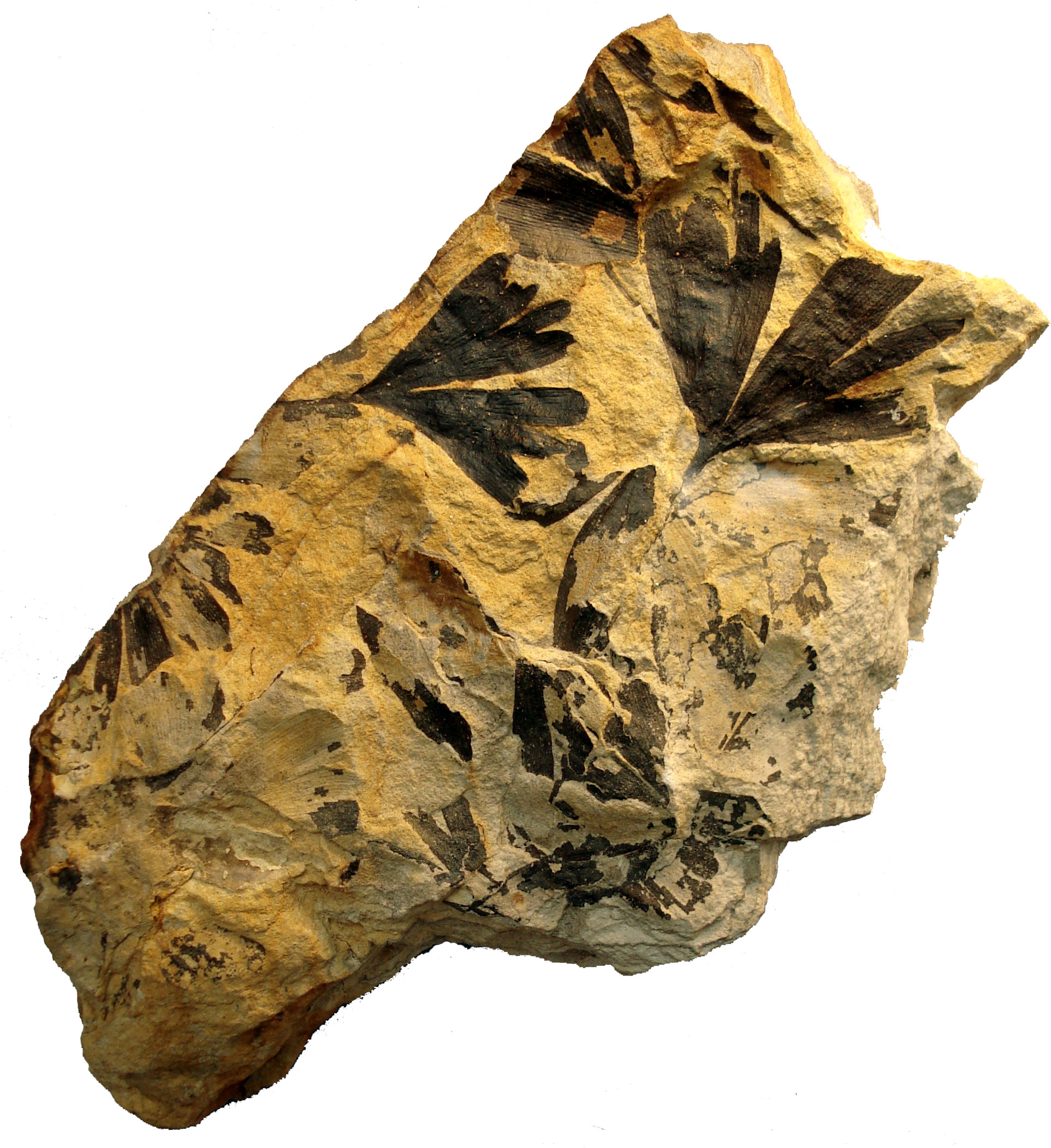
Ginkgo huttoni del Jurásico Medio de Sccarborough, Inglaterra.

Durante el periodo Jurásico Inferior aparecen ya las formas modernas del género. El representante más temprano conocido que puede ser inequívocamente identificado con el género Ginkgo por poseer sus estructuras reproductivas es Ginkgo yimaensis del Jurásico Medio, hace 180 millones de años. Ginkgo yimaensis presenta ya todas las características anatómicas del grupo, con hojas en abanico con nerviación subparalela y ovarios sésiles aunque morfológicamente estas hojas se encuentran más profundamente divididas que las de Ginkgo biloba y los ovarios son más pequeños. Del mismo periodo es Ginkgoites digitata, conocido por sus restos de la costa de Yorkshire. Este vegetal presenta hojas indistinguibles de las de Ginkgo, con nerviación paralela y la presencia de profundos lóbulos. Otros fósiles del Jurásico, como Ginkgo apodes,  muestran hojas de tipo Ginkgo asociadas tanto a semillas como a flores completamente ginkgoideas. Se conocen ejemplos de óvulos, clasificados bajo el nombre Allicospermum, similares a los de Ginkgo biloba asociados a hojas de tipo Ginkgo en varios fósiles tanto del Jurásico como del Cretácico. Karkenia del Cretácico de Argentina muestra un centenar de óvulos unidos mediante un corto pedicelo a un eje que ha sido asociado a Ginkgoites trigrensis.
Se han dado ejemplos similares en Reino Unido donde han1 aparecido pares de óvulos asociados a tejidos epidérmicos tipo Ginkgo. Varios microsporangios productores de esporas monocolpadas similares de Ginkgo biloba y fuertemente asociadas a hojas de Ginkgo huttoni fueron también observadas en el Reino Unido. Con todas sus características ya presentes el grupo sufre una fuerte diversificación desde mediados del Jurásico hasta mediados del Cretácico. La mayor parte de las especies aparecen con más frecuencia en las entonces regiones circumpolares del hemisferio norte con yacimientos en Alaska, Groenlandia, Escandinavia, Siberia y Mongolia. Sin embargo esta distribución no se restringía a esas zonas pues se conocen fósiles en Patagonia, Sudáfrica, India, Australia y Nueva Zelanda.
Aun con esto la presencia de un mayor número de especies del Jurásico en zonas situadas en el hemisferio sur y de especies del Cretácico en el extremo norte inducen a pensar que la especie se expandió en esa dirección a lo largo del Mesozoico. A lo largo del periodo Ginkgo comienza a diversificarse alcanzando un máximo de especies conocidas y de distribución en el Jurásico Medio en el hemisferio norte. Según la impresión de muchos investigadores las especies definidas por características morfológicas de sus hojas, y no sustentadas por otros caracteres tales como la morfología de los estomas o de la nerviación, pueden corresponder a variaciones morfológicas y quizás se correspondan todas a unas pocas especies.

## El declive del género durante el Cenozoico

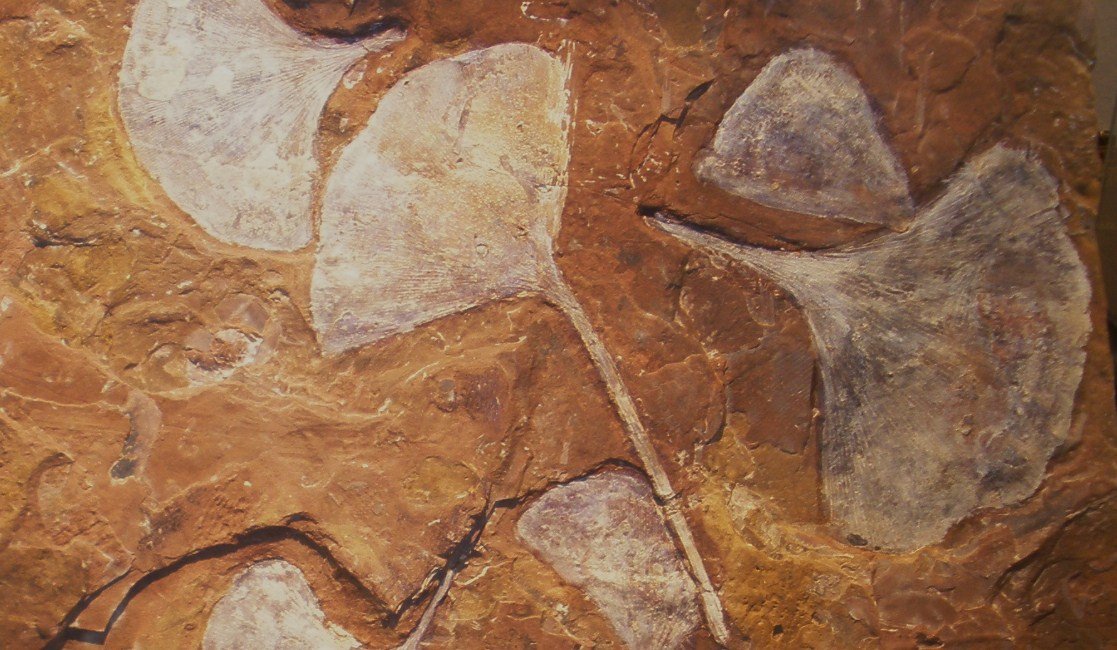
Fósil de Ginkgo adiantoides del Paleoceno del estado de Dakota del Norte, EEUU.

A mediados del periodo Cretácico la diversidad de especies de Ginkgo comienza a decrecer, quizás debido a un descenso general de las temperaturas de esta época, de forma que al comienzos del Paleoceno tan solo se conocen unas pocas especies. Esta disminución de la diversidad conlleva la desaparición del género en el hemisferio sur y gran parte del hemisferio norte. En las regiones circumpolares de Norteamérica y parte de Europa una de las pocas especies supervivientes, Ginkgo adiantoides, todavía es localmente abundante mientras que otras como Ginkgo tzagajanica, Ginkgo spitsbergensis, Ginkgo wyomingensis o Ginkgo orientalis tienen una distribución más reducida. Debido a las similitudes que presenta Ginkgo adiantoides con Ginkgo biloba muchos estudios apuntan la posibilidad de que sea su más directa antecesora. Así Ginkgo adiantoides, que ya se encontraba en sedimentos cretácicos de Canadá, aparece en numerosos registros a lo largo del cenozoico y se intuye que debió formar extensos bosques en las zonas boreales. Al ir ocupando el nicho ecológico dejado por otras especies del género Ginkgo adiantoides se encuentra en registros eocenos de gran parte del norte de Norteamérica, Alaska, Alberta, Columbia británica, Montana, Dakota del Sur, Wyoming, y durante el mioceno ya está presente en Italia, Grecia, Isla de Sajalín y norte de China. En cualquier caso antes del final del periodo mioceno Ginkgo adiantoides desaparece completamente del registro fósil de la mayor parte del mundo salvo en Europa donde desaparece al final del Plioceno. Con posterioridad se conoce una única ocurrencia del género Ginkgo, unas hojas que son atribuidas ya a Ginkgo biloba en rocas del Pleistoceno de Japón.

## Ginkgo biloba

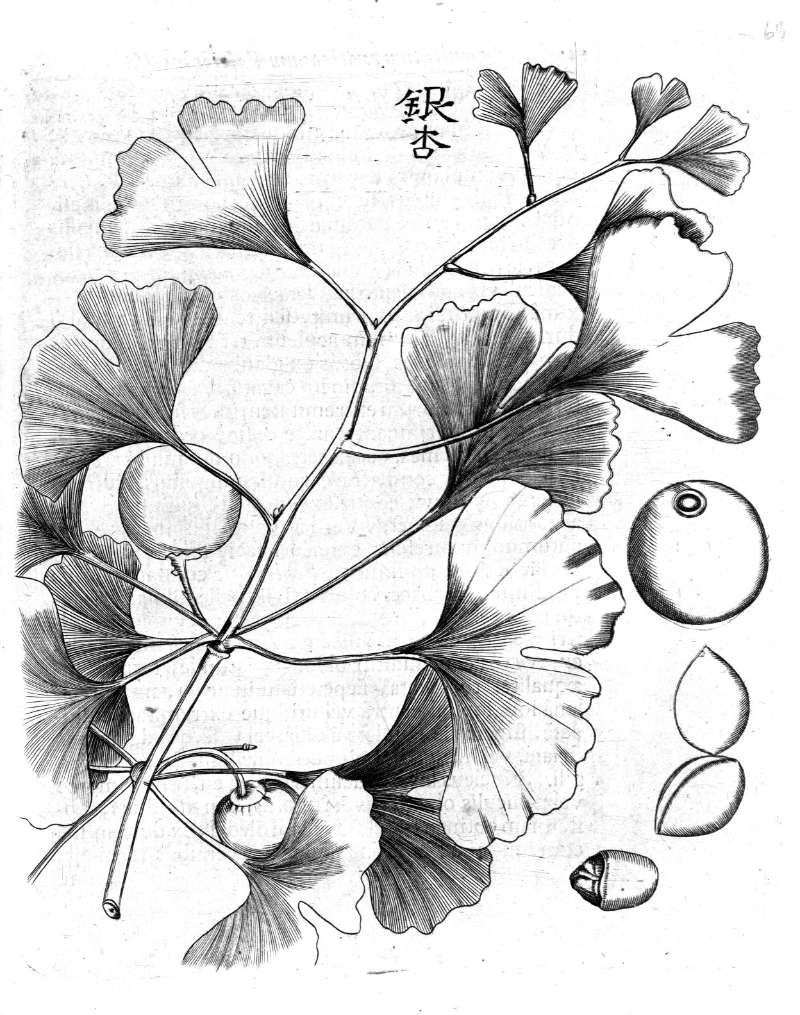
Ilustración de Engelbert Kaempfer en Amoenitatum Exoticarum, Politico-Physico-Medicarum de 1712.

Aunque completamente desaparecida de cualquier registro fósil durante la mayor parte del Pleistoceno y Holoceno una única especie sobrevivió hasta la actualidad, Ginkgo biloba, que debió mantenerse de forma relicta en bosques de la actual China. Debido a su gran porte y a diversas propiedades que le fueron atribuidas por la población local estos árboles fueron cultivados en templos budistas desde el primer milenio de nuestra era. Con la expansión del budismo Ginkgo biloba fue introducido en Japón y Corea alrededor del año 1192. En el año 1691 el botánico alemán Engelbert Kaempfer tuvo contacto con la especie en Japón y envió las primeras descripciones a Europa, donde el género ya era conocido por sus fósiles. Las primeras semillas de Ginkgo biloba fueron llevadas al continente europeo en 1730 y a partir de entonces la especie fue detalladamente estudiada. En la actualidad la única población salvaje de Ginkgo biloba aparece en pequeños bosques del monte Tianmu en la provincia de Zhejiang, China. Algunos estudios genéticos realizados utilizando amplificación aleatoria de ADN polimórfico parecen indicar que incluso estas poblaciones tienen un origen no natural y que son resultado de plantaciones realizadas en periodos históricos.